# Liste der Kulturdenkmale in Berlin
In der Liste der Kulturdenkmale in Berlin sind alle Kulturdenkmale der Stadt Berlin, wegen des Umfangs getrennt für jeden Ortsteil, aufgeführt.
| Bezirk                     | Ortsteil                      |
| -------------------------- | ----------------------------- |
| Charlottenburg-Wilmersdorf | Charlottenburg                |
| Charlottenburg-Wilmersdorf | Charlottenburg-Nord           |
| Charlottenburg-Wilmersdorf | Grunewald                     |
| Charlottenburg-Wilmersdorf | Halensee                      |
| Charlottenburg-Wilmersdorf | Schmargendorf                 |
| Charlottenburg-Wilmersdorf | Westend                       |
| Charlottenburg-Wilmersdorf | Wilmersdorf                   |
| Friedrichshain-Kreuzberg   | Friedrichshain                |
| Friedrichshain-Kreuzberg   | Kreuzberg                     |
| Lichtenberg                | Alt-Hohenschönhausen          |
| Lichtenberg                | Falkenberg                    |
| Lichtenberg                | Fennpfuhl                     |
| Lichtenberg                | Friedrichsfelde               |
| Lichtenberg                | Karlshorst                    |
| Lichtenberg                | Lichtenberg                   |
| Lichtenberg                | Malchow                       |
| Lichtenberg                | Neu-Hohenschönhausen          |
| Lichtenberg                | Rummelsburg                   |
| Lichtenberg                | Wartenberg                    |
| Marzahn-Hellersdorf        | Biesdorf                      |
| Marzahn-Hellersdorf        | Hellersdorf                   |
| Marzahn-Hellersdorf        | Kaulsdorf                     |
| Marzahn-Hellersdorf        | Mahlsdorf                     |
| Marzahn-Hellersdorf        | Marzahn                       |
| Mitte                      | Gesundbrunnen                 |
| Mitte                      | Hansaviertel                  |
| Mitte                      | Mitte                         |
| Mitte                      | Mitte/Alexanderplatz          |
| Mitte                      | Mitte/Alt-Berlin              |
| Mitte                      | Mitte/Alt-Kölln               |
| Mitte                      | Mitte/Dorotheenstadt          |
| Mitte                      | Mitte/Friedrich-Wilhelm-Stadt |
| Mitte                      | Mitte/Friedrichstadt          |
| Mitte                      | Mitte/Friedrichswerder        |
| Mitte                      | Mitte/Luisenstadt             |
| Mitte                      | Mitte/Neukölln am Wasser      |
| Mitte                      | Mitte/Oranienburger Vorstadt  |
| Mitte                      | Mitte/Rosenthaler Vorstadt    |
| Mitte                      | Mitte/Spandauer Vorstadt      |
| Mitte                      | Mitte/Stralauer Vorstadt      |
| Mitte                      | Moabit                        |
| Mitte                      | Tiergarten                    |
| Mitte                      | Wedding                       |
| Neukölln                   | Britz                         |
| Neukölln                   | Buckow                        |
| Neukölln                   | Gropiusstadt                  |
| Neukölln                   | Neukölln                      |
| Neukölln                   | Rudow                         |
| Pankow                     | Blankenburg                   |
| Pankow                     | Blankenfelde                  |
| Pankow                     | Buch                          |
| Pankow                     | Französisch Buchholz          |
| Pankow                     | Heinersdorf                   |
| Pankow                     | Karow                         |
| Pankow                     | Niederschönhausen             |
| Pankow                     | Pankow                        |
| Pankow                     | Prenzlauer Berg               |
| Pankow                     | Rosenthal                     |
| Pankow                     | Stadtrandsiedlung Malchow     |
| Pankow                     | Weißensee                     |
| Pankow                     | Wilhelmsruh                   |
| Reinickendorf              | Borsigwalde                   |
| Reinickendorf              | Frohnau                       |
| Reinickendorf              | Heiligensee                   |
| Reinickendorf              | Hermsdorf                     |
| Reinickendorf              | Konradshöhe                   |
| Reinickendorf              | Lübars                        |
| Reinickendorf              | Märkisches Viertel            |
| Reinickendorf              | Reinickendorf                 |
| Reinickendorf              | Tegel                         |
| Reinickendorf              | Waidmannslust                 |
| Reinickendorf              | Wittenau                      |
| Spandau                    | Falkenhagener Feld            |
| Spandau                    | Gatow                         |
| Spandau                    | Hakenfelde                    |
| Spandau                    | Haselhorst                    |
| Spandau                    | Kladow                        |
| Spandau                    | Siemensstadt                  |
| Spandau                    | Spandau                       |
| Spandau                    | Staaken                       |
| Spandau                    | Wilhelmstadt                  |
| Steglitz-Zehlendorf        | Dahlem                        |
| Steglitz-Zehlendorf        | Lankwitz                      |
| Steglitz-Zehlendorf        | Lichterfelde                  |
| Steglitz-Zehlendorf        | Nikolassee                    |
| Steglitz-Zehlendorf        | Steglitz                      |
| Steglitz-Zehlendorf        | Wannsee                       |
| Steglitz-Zehlendorf        | Zehlendorf                    |
| Tempelhof-Schöneberg       | Friedenau                     |
| Tempelhof-Schöneberg       | Lichtenrade                   |
| Tempelhof-Schöneberg       | Mariendorf                    |
| Tempelhof-Schöneberg       | Marienfelde                   |
| Tempelhof-Schöneberg       | Schöneberg                    |
| Tempelhof-Schöneberg       | Tempelhof                     |
| Treptow-Köpenick           | Adlershof                     |
| Treptow-Köpenick           | Alt-Treptow                   |
| Treptow-Köpenick           | Altglienicke                  |
| Treptow-Köpenick           | Baumschulenweg                |
| Treptow-Köpenick           | Bohnsdorf                     |
| Treptow-Köpenick           | Friedrichshagen               |
| Treptow-Köpenick           | Grünau                        |
| Treptow-Köpenick           | Johannisthal                  |
| Treptow-Köpenick           | Köpenick                      |
| Treptow-Köpenick           | Müggelheim                    |
| Treptow-Köpenick           | Niederschöneweide             |
| Treptow-Köpenick           | Oberschöneweide               |
| Treptow-Köpenick           | Plänterwald                   |
| Treptow-Köpenick           | Rahnsdorf                     |
| Treptow-Köpenick           | Schmöckwitz                   |